# Syfy
Syfy è un canale televisivo statunitense via cavo e satellitare di proprietà della divisione NBC Universal Cable Entertainment di NBC Universal, una sussidiaria di Comcast.
Il canale tratta argomenti di fantascienza, fantasy, horror, soprannaturale, paranormale, drammatici e reality. Syfy è disponibile per 92,4 milioni di famiglie in America. Lanciato il 24 settembre 1992, è specializzato nei generi fantascienza, paranormale, avventura, fantasy e horror. Originariamente chiamato Sci-Fi Channel, il canale assume la denominazione attuale dal 7 luglio 2009.

## Storia

### Sci-Fi Channel
Syfy nasce come Sci-Fi Channel il 24 settembre 1992 da USA Network, controllata unitamente da Paramount Pictures e MCA/Universal Studios Inc. grazie a un accordo di collaborazione.
Nel 1997 la Seagram, che aveva comprato la MCA nel 1995, acquista le azioni della Viacom (dal 1994 proprietaria della Paramount Pictures) che ha in USA Network e Sci-Fi, e poi le rivende a Barry Diller nel 1999 per formare la USA Networks, Inc. Nel 2002 Diller vende le azioni della USA Networks, Inc. del settore cinematografico e televisivo (tra cui quindi anche Sci-Fi Channel) alla Vivendi. Nel 2004 tutte le azioni del settore televisivo, cinematografico e via cavo della Vivendi si fondono con la NBC, posseduta dalla General Electric, per formare la NBC Universal, di cui Sci-Fi Channel diventa di proprietà. Nel 2006 nasce una versione in alta definizione del canale su DirecTV.

### Syfy

Screenshot di un bumper Syfy (2011)

Il 7 luglio 2009 Sci-Fi Channel subisce un restyling diventando Syfy.
La NBC Universal acquista questo marchio attraverso una società, la New Fizz Corporation, che presenta l'offerta al proprietario del marchio, Michael Hinman, che lo utilizza per il suo sito web, Syfy Portal. Dietro la decisione del nuovo nome vi è la necessità di voler fare del nome dell'emittente un marchio registrato; infatti, visto che "sci-fi" è un termine in lingua inglese per indicare il genere fantascienza, non può esserne fatto un marchio registrato.
Tim Brooks, storico della televisione statunitense che ha collaborato al lancio di Sci-Fi Channel, afferma che il cambio di nome è causato dal fatto che il termine "science fiction" è associato dalla gente al tipico ragazzo nerd:
(L'affermazione di Brooks su TVWeek)
In seguito il presidente del network Dave Howe prende pubblicamente le distanze dalle affermazioni di Brooks su Sci Fi Wire, dove risponde alle domande dei fan, spiegando che l'affermazione dello storico viene attribuita a Syfy da alcune persone, ma non corrisponde alla visione del canale:
(Howe risponde alla domanda dei fan riguardo alle dichiarazioni di Brooks, attribuite erroneamente a Syfy.)
Nello stesso documento, Howe risponde alle critiche dei fan, che rimproverano il restyling del canale credendo che venga usato come scusa per produrre meno serie fantascientifiche; Howe rispose che il canale avrebbe continuato a produrre tali serie (portando ad esempio le nuove serie Stargate Universe e Caprica), ma afferma anche che il termine "sci-fi" secondo il canale include anche i generi fantasy, paranormale, horror, film di supereroi e anche alcuni di azione e avventura, e non solo opere riguardanti lo spazio, gli alieni e il futuro.
Il 1º dicembre 2009, il presidente Dave Howe afferma su Forbes che questi suoi sforzi nel rebranding del canale, che hanno lo scopo di allargare il suo pubblico, sono già stati ripagati; un articolo su Forbes riporta a supporto di Howe che Syfy era uscito da ottobre con una media di 1,5 milioni di telespettatori per la prima serata piazzandosi quarto tra i principali canali via cavo per quanto riguarda la fascia di pubblico dai 18 ai 49 anni.

## Syfy nel mondo
Il canale è presente oltre che negli Stati Uniti anche in Regno Unito, Germania, Austria, Svizzera, Francia, Spagna, Polonia, Romania, Slovenia, Serbia, Belgio, Paesi Bassi, Lussemburgo, America Latina, Asia e Australia. Nel corso del 2010 la maggior parte dei Paesi che trasmette Sci-Fi Channel compie un rebranding del canale. In particolare Regno Unito, Germania, Austria, Svizzera francese e America Latina cambiano il nome della rete in Syfy, mentre Francia, Spagna, Belgio, Paesi Bassi, Lussemburgo e Asia cambiano il nome del canale in Syfy Universal. Polonia, Romania, Slovenia e Serbia invece scelgono di mantenere parte del nome storico cambiandolo in Sci-Fi Universal. Nel luglio 2012 anche l'Australia passa al nuovo brand, mutando il nome del canale in Sf, per poi ad inizio 2014 cambiarlo di nuovo in Syfy.

### Syfy in Italia
In Italia, a differenza degli altri Paesi europei, Syfy è sempre stato un "brand block" in fascia notturna trasmesso il lunedì, martedì e venerdì a partire dalle 21:15 su Steel, canale del digitale terrestre di Mediaset Premium. Syfy esordisce sul digitale terrestre italiano il 19 gennaio 2008 con il nome di Sci-Fi Channel, ovvero il giorno dell'inizio della stessa programmazione di Steel. A detta di Luca Federico Cadura, presidente del gruppo NBC Universal Global Networks Italia, «l'Italia era l'unico grande mercato europeo che ancora non aveva accesso a questo brand mondiale di NBC Universal». Il 1º luglio 2011 il canale assume il nuovo marchio cambiando nome in Syfy, rimanendo sempre come spazio di programmazione all'interno di Steel fino al 31 dicembre 2012. Il giorno dopo Steel cancella lo spazio occupato dal brand block, chiudendolo e assorbendone le serie finora trasmesse fino al 1º aprile 2013, giorno della sua chiusura.

## Loghi

Logo di Sci-Fi, usato dal 2002 al 2009
Logo di Syfy, usato dal 2009 al 2017
Logo di Syfy, in uso dal 2017